# Episodi di Star Trek: Lower Decks (quinta stagione)
La quinta stagione della serie animata Star Trek: Lower Decks è stata trasmessa su Paramount+ dal 24 ottobre al 19 dicembre 2024.
| nº | Titolo originale             | Titolo italiano                     | Pubblicazione    |
| -- | ---------------------------- | ----------------------------------- | ---------------- |
| 1  | Dos Cerritos                 | Dos Cerritos                        | 24 ottobre 2024  |
| 2  | Shades of Green              | Sfumature di verde                  | 24 ottobre 2024  |
| 3  | The Best Exotic Nanite Hotel | Il miglior hotel esotico dei Naniti | 31 ottobre 2024  |
| 4  | A Farewell To Farms          | Un addio alle fattorie              | 7 novembre 2024  |
| 5  | Starbase 80?!                | Base stellare 80                    | 14 novembre 2024 |
| 6  | Of Gods and Angles           | Di Dèi e Angoli                     | 21 novembre 2024 |
| 7  | Fully Dilated                | Completamente dilatato              | 28 novembre 2024 |
| 8  | Upper Decks                  | Ponti superiori                     | 5 dicembre 2024  |
| 9  | Fissue Quest                 | Missione incrinatura                | 12 dicembre 2024 |
| 10 | The New Next Generation      | La prossima nuova generazione       | 19 dicembre 2024 |

## Dos Cerritos
- Titolo originale: Dos Cerritos
- Diretto da: Megan Lloyd
- Scritto da: Aaron Burdette

### Trama
2382. La Cerritos viene risucchiata in uno strappo interdimensionale e si ritrova in un universo parallelo con minime differenze rispetto al proprio: Mariner, ad esempio, è capitana dell'"altra" Cerritos e Freeman non è a bordo. I due equipaggi uniscono le forze per riaprire lo strappo e rispedire la Cerritos canonica al suo universo, ma i vari omologhi vanno per niente d'accordo fra di loro, con le eccezioni di Rutherford e Boimler, le cui controparti sono radicalmente differenti. Le due Mariner sembrano essere in sintonia, ma la capitana, che ha un comportamento dittatoriale coi sottoposti, invidia la sua omologa per la sua spensieratezza e con uno stratagemma si sostituisce a lei. I due equipaggi si accorgono immediatamente dello scambio a causa delle differenze comportamentali delle due Mariner, che così vengono rispedite alle rispettive navi, con la capitana che viene messa agli arresti.
Nel frattempo D'Vana Tendi, che deve mantenere la promessa fatta alla sorella minore D'Erika, si trova a capitanare un vascello pirata orioniano cercando di trattenere le sue sanguinarie sottoposte; D'Erika propone alla sorella lo scioglimento del voto in cambio del recupero del relitto di un vecchio vascello medico orioniano. Il vascello però interessa pure agli Orioniani Blu, che attaccano la ciurma di D'Vana, la quale ha la meglio su di loro grazie a un sotterfugio non precisamente piratesco con cui riesce a non spargere il sangue dei Blu; questi ultimi accusano però il casato Tendi di averli disonorati e dichiarano loro guerra. D'Vana rinuncia alla libertà promessale da D'Erika e rimane per risolvere il problema che ritiene di avere creato.
- Altri interpreti: Eric Bauza (Yorif), Kari Wahlgren (L'Kar), Ariel Winter (D'Erika Tendi).

## Sfumature di verde
- Titolo originale: Shades of Green
- Diretto da: Bob Suarez
- Scritto da: Keith Foglesong

### Trama
Data stellare 59376.9. La Regina del Sindacato di Orione ordina che la disputa fra i Tendi e gli Orioniani Blu venga risolta in una gara fra vascelli a vela solare attraverso una nebulosa piena di asteroidi: chi perde, perderà anche le proprie ricchezze. Poco prima, D'Vana aveva scoperto che D'Erika è incinta e diventa iperprotettiva nei confronti della sorella, compromettendo la gara. Quando D'Vana le confessa di aver scoperto la gravidanza sbirciando fra i diari della sorella, D'Erika le confida di averle nascosto la maternità affinché D'Vana non si sentisse obbligata a fare obbligatoriamente da mentore alla bambina, cosa che comprometterebbe la sua carriera alla Flotta Stellare. Le sorelle si riconciliano e raggiungono i Blu, sconfiggendoli agevolmente; D'Vana distrugge il "tesoro" obiettivo della gara ritenendo che terminare la competizione in parità non abbia alcun esito per i casati. La Regina però decreta che entrambi i clan debbano rinunciare alle loro ricchezze: D'Vana, disperata, viene rassicurata dalla sorella e dai genitori.
Nel frattempo, la Cerritos si trova in missione di "secondo contatto" sul pianeta Targalus IX, i cui abitanti stanno festeggiando l'ingresso nella Federazione e la conseguente fine di ogni capitalismo. Mentre si trovano sul pianeta, due guardiamarina vengono rapiti da dei Targaliani un tempo ricchi che non vogliono perdere il loro status privilegiato e vengono facilmente salvati da Mariner e Boimler. Quando Tendi fa ritorno alla Cerritos chiede al capitano Freeman, che volentieri acconsente, che le ricchezze targaliane destinate alla distruzione vengano donate alla sua famiglia, che così non perderà il suo rango sociale.
- Altri interpreti: Jon Barinholtz (Gorm), Vanessa Marshall (Kita), Oscar Montoya (Mackler; Sabor), Kari Wahlgren (L'Kar), Debra Wilson (Shona Tendi), Ariel Winter (D'Erika Tendi).

## Il miglior hotel esotico dei Naniti
- Titolo originale: The Best Exotic Nanite Hotel
- Diretto da: Brandon Williams
- Scritto da: Stephanie Amante-Ritter

### Trama
Data stellare 59393.7. La Cerritos si trova sulla Duchessa Cosmica, una gigantesca nave da crociera intestellare, per risolvere un problema con dei Naniti apparentemente impazziti. L'incarico è affidato a Mariner, Tendi, Rutherford, T'Lyn e Sh'reyan, mentre Boimler viene arruolato da Ransom e Billups per una missione secondaria: recuperare un ammiraglio non rientrato da un permesso. Mariner deve inoltre chiarire la sua situazione sentimentale con Sh'reyan, che aveva lasciato in sospeso dopo le sue dimissioni dalla Flotta. Il primo gruppo, dopo numerose peripezie, riesce ad avere la meglio sui Naniti, scoprendo che erano controllati da una minuscola nave di classe Intrepid, la USS Endeavour, proveniente da un universo parallelo miniaturizzato. Il secondo gruppo raggiunge l'ammiraglio Milius – che ha disertato a causa delle missioni ridicole che la Flotta, a suo dire, gli affida – in un “villaggio di disertori”: qui i tre vengono fatti prigionieri, ma grazie a Boimler, che finge di disertare a sua volta, la missione ha successo, e a Milius è poi affidato il compito di riportare l'Endeavour al suo universo. Mariner e Sh'reyan si lasciano amichevolmente subito prima che l'Andoriana venga trasferita ad altra nave.
- Altri interpreti: Marcus Henderson (Jet Manhaver; Krog), Toby Huss (ammiraglio Milius).

## Un addio alle fattorie
- Titolo originale: A Farewell To Farms
- Diretto da: Megan Lloyd
- Scritto da: Diana Tay

### Trama
Dopo le ultime disavventure, Ma'ah è stato espulso dalla flotta klingon per insubordinazione ed è rientrato su Qo'noS, dove lavora nei vigneti di famiglia. Durante una consegna di vino di sangue in un locale notturno, viene raggiunto da Mariner e Boimler che lo convincono a reclamare il suo comando presso il Consiglio di Supervisione klingon, del quale uno dei tre membri è il generale K'orin, vecchia conoscenza di Mariner, ma il cui presidente Bargh è il fratello di Dorg, il capitano della IKS Che'Ta' che Ma'ah aveva ucciso. Invocando un antico rituale klingon, Ma'ah, assieme al fratello Malor e ai due sottotenenti della Flotta, intraprende una serie di difficili prove durante le quali s'impegna poco perché anche se potesse tornare capitano sarebbe agli ordini di Bargh; inoltre l'ultima prova richiede il sacrificio di uno dei quattro. Lo stallo viene risolto grazie alla conoscenza di Boimler degli antichi rituali klingon: Ma'ah riottiene il rango di capitano, ma è costretto a uccidere Bargh, che lo aveva ferito a tradimento. Il tutto si rivela un piano ordito da Mariner e K'orin per aggirare Bargh, che rifiutava di far entrare vascelli federali nel sistema klingon, e la missione di Mariner e Boimler era quella di studiare una frattura quantica apparsa appunto nel sistema di Qo'noS. Ma'ah accetta infine il comando di un semplice mini cargo.
Nel frattempo sulla Cerritos, il capitano Freeman deve scortare i due Klowahkan Legnog e Gonald e al loro pianeta natale; l'equipaggio ha subito a che fare con lo snobismo degli aviari, due critici gastronomici che disprezzano il replicatore della nave e addirittura la cucina del loro simile Migleemo, che viene arrestato, accusato di aver abbandonato l'arte culinaria per la psicologia. Arrivati su Klowahka, grazie a un sotterfugio Freeman, Tendi e Rutherford smascherano i critici, che avevano perso il senso del gusto a causa dello stress e stroncavano a priori tutti i piatti che venivano loro proposti: verranno curati grazie alla psicologia.
- Altri interpreti: Mary Chieffo (K'Elarra), Jon Curry (Ma'ah), Colton Dunn (Bargh), Jess Harnell (K'orin), Dulcé Sloan[N 2] (Enaj), Sam Witwer (Legnog; Malor), Gillian Vigman (Gonald).
- In questo episodio non è presente la sigla iniziale. Viene inoltre rivelata per la prima volta la specie del dottor Migleemo.

## Base stellare 80
- Titolo originale: Starbase 80?!
- Diretto da: Bob Suarez
- Scritto da: May Darmon

### Trama
Dopo una missione in un pianeta acquatico, la Cerritos ha un'avaria e l'avamposto federale più vicino è la famigerata Base stellare 80 – per la disperazione Mariner che ci aveva già avuto a che fare –, dove l'equipaggio, che viene accolto dalla comandante Kassia Nox, si divide: mentre i sottotenenti aiutano Nox con la manutenzione della sgangherata base, che ha più di un secolo, Freeman e Ransom cercano il pezzo di ricambio. I membri della Flotta sia sulla Cerritos che sulla 80 iniziano a diventare degli zombie instupiditi che invece di mangiare carne umana leccano le paratie; Nox intuisce che la causa siano i comunicatori, dato che gli abitanti della stazione non ne possiedono. Mariner, Nox e due volontari della 80 – il dottor Horseberry e il venditore di "corn dogs" Chad – tornano quindi sulla Cerritos, dove scoprono che l'ufficiale alla navigazione, il beluga Matt, era stato “posseduto” da una forma di vita anafasica durante la missione sul pianeta acquatico e aveva causato l'avaria. Liberato il cetaceo dall'entità, che si rivela amichevole, tutto torna alla normalità e Mariner rivede il suo giudizio sulla Base 80. Nel frattempo Freeman e Ransom vengono sballonzolati su e giù per la base dal furbo capo ingegnere Jakobowski, che approfitta di loro per effettare delle riparazioni e addirittura cacciare dei pipistrelli, dando loro infine l'agognato pezzo di ricambio.
- Altri interpreti: Nicole Byer (Kassia Nox), Liam McIntyre (Harrison Horseberry), Oscar Montoya (guardiamarina Mackler), Stephen Root (Gene Jakobowski).

## Di Dèi e Angoli
- Titolo originale: Of Gods and Angles
- Diretto da: Brandon Williams
- Scritto da: Aaron Burdette

### Trama
Data stellare 59482.3. La Cerritos si trova nei pressi della nebulosa Veraflex, dove deve mediare la pace fra due specie fotoniche di pura energia, le Sfere e i Cubi. Le trattative sono interrotte dalla scomparsa del giovane Quadralon (figlio del leader dei Cubi Sexagus), il cui alloggio viene trovato devastato. Freeman ordina di occuparsi delle indagini a Mariner e alla guardiamarina Olly, nuovo membro dell'equipaggio, arrivata sulla Cerritos dopo aver causato diversi problemi elettrici su altre navi. Olly appartiene alla specie ibrida fra Dèi greci e Umani già incontrata dal capitano Kirk, ma sembra non averne i poteri. Ben presto le cose precipitano: anche la giovane Sfera femmina Radiara, figlia del leader Spheronius, è scomparsa e Sfere e Cubi si accusano vicendevolmente fino a iniziare a spararsi raggi fotonici che coinvolgono equipaggio e nave. Mariner scopre che Olly era arrivata prima nell'alloggio di Quadralon e aveva nascosto il pad del Cubo temendo di essere accusata per l'ennesima volta di un problema elettrico: in realtà la Semidea ha tutti i poteri della sua specie ma non riesce a controllarli a pieno; Mariner la convince a usarli per fermare i fotonici, con un risultato disastroso: essi si uniscono infatti in un cubo e una sfera giganti, con la Cerritos in mezzo ai raggi fotonici; Olly ha un'intuizione grazie alla quale i fotonici vengono privati di energia e la Cerritos salvata. Quadralon e Radiara ricompaiono: erano fuggiti perché innamorati, e la loro unione ha creato un piccolo ibrido cubo/sfera, SquAaron, grazie al quale verrà siglata la pace.
Nel frattempo Boimler è ossessionato dalla sua controparte di un universo parallelo incontrata qualche tempo prima: aveva rubato il pad del Boimler di quell'universo e, leggendo i diari del suo omologo, cerca di imitarlo sia nell'aspetto che nel comportamento, con risultati non proprio esaltanti.
- Altri interpreti: Saba Homayoon (Olly), Roan Lai (SquAaron), Gabrielle Ruiz (Radiara), Carl Tart (Sexagus, leader dei Cubi), Jack Quaid (Quadralon), Jerry O'Connell (Spheronius, leader delle Sfere).

## Completamente dilatato
- Titolo originale: Fully Dilated
- Diretto da: Megan Lloyd
- Scritto da: Andrew Mueth

### Trama
Data stellare 59499.6. La Cerritos si trova in missione per chiudere l'ennesima frattura interdimensionale da cui è uscita una USS Enterprise D di un universo color porpora. Quest'ultima ha involontariamente lasciato tecnologia sul vicino pianeta Dilmer III, la cui popolazione è allo stato preindustriale: per evitare che la prima direttiva venga infranta, Mariner, Tendy e T'Lyn, opportunamente camuffate, vengono inviate sul pianeta, il quale si trova in uno stato di dilatazione del tempo: un secondo trascorso nel tempo standard equivale a due settimane sul pianeta. Cercando di imitare le loro controparti dell'universo parallelo precedentemente incontrate, Boimler e Rutherford danneggiano il teletrasporto, ritardando di minuti il rientro delle tre colleghe, per le quali i minuti sono mesi. La tecnologia persa dall'Enterprise porpora è una navetta su cui le tre tenenti trovano la testa dell'omologo del comandante Data, che recuperano e nascondono. Durante i mesi sul pianeta, le tre si adattano alla vita locale: Mariner cerca di imitare la precedente simile esperienza di Jean-Luc Picard finendo, al contrario del celebre capitano, a più riprese nelle locali galere; T'Lyn, la più pragmatica, accumula denaro e cibo improvvisandosi imprenditrice agricola; Tendi riattiva la testa di Data e utilizza l'ufficiale androide per cercare di vincere la competizione con T'Lyn per un posto da ufficiale scientifico anziano, cercando di costruire un teletrasporto spartano, finendo per distrarsi e farsi scoprire da un ficcanaso locale. Dopo aver astutamente risolto la situazione, le tre ricevono il segnale di rientro dai colleghi, che avevano infine riparato il teletrasporto; Data viene rispedito al suo universo porpora e Tendi e T'Lyn vengono entrambe nominate ufficiali scientifiche anziane.
- Guest star: Brent Spiner (Data)
- Altri interpreti: Eric Bauza (Snell).
- L'episodio richiama tre celebri episodi di serie precedenti: il già citato Una vita per ricordare (The Inner Light) della serie Star Trek: The Next Generation;[8] l'episodio in due puntate Un mistero dal passato (Time's Arrow – prima e seconda parte) sempre di The Next Generation, in cui è protagonista la testa di Data;[9] Carbon Creek della serie Star Trek: Enterprise;[10] In un batter d'occhio (Blink of an Eye) della serie Star Trek: Voyager.[11]

## Ponti superiori
- Titolo originale: Upper Decks
- Diretto da: Bob Suarez
- Scritto da: Cullen Crawford

### Trama
Mentre Mariner, Boimler, Tendi, Rutherford e T'Lyn si prendono qualche ora di relax sfottendo gli ufficiali superiori delle navi classe California che secondo loro trascorrono le giornate fra le scartoffie, questi ultimi in realtà hanno parecchie gatte da pelare. Shaxs deve vedersela con il suo disturbo da stress post occupazione cardassiana che lo fa combattere coi suoi rimorsi che prendono vita nel suo subconsio. Il comandante Ransom deve accompagnare uno scienziato grazerita a studiare una specie di estremofili giganti in via di estinzione, i buhgoon, che vivono sugli anelli del pianeta Bhungar V. La dottoressa T'Ana deve risolvere il suo rapporto con il dolore (per i Caitiani il dolore è come il piacere sessuale) dei suoi pazienti, convincendosi infine a usare gli antidolorifici dopo aver costretto l'infermiere Westlake a torturarla. Il comandante Billups e la guardiamarina Meredith devono vedersela con un improvviso guasto in sala macchine e con un "golem" digitale che ha Billups ha inventato per difendere gli impianti da manomissioni terze. Intanto il capitano Freeman, accompagnata dal suo fido attendente Stevens, deve ottemperare a una serie di noiosissime mansioni, fra cui assistere alle esibizioni artistiche di Barnes – trasformata da un virus in una sorta di cavernicola – e Bingston. Il professore grazerita si rivela essere in realtà un Clicket, specie che intende sfruttare i buhgoon per carpire il loro occultamento naturale a fini bellici. Con l'aiuto della “cavernicola” Barnes ma soprattutto facendo i complimenti ai Clicket per essere riusciti ad abbordare la Cerritos, l'astuta capitana risolve la difficile situazione: gli insettoidi, infatti, odiano i complimenti. Anche Ransom si rivela più astuto di quel che – volutamente – appare: fingendosi un idiota infatti riesce a far collaborare produttivamente le squadre rivali di ufficiali inferiori.
- Altri interpreti: Eugene Cordero (tenente jr Bingston), Mary Holland (guardiamarina Moxy), Phil LaMarr (ammiraglio Alonzo Freeman), Jessica McKenna (guardiamarina Barnes), Charlotte Nicdao (Meredith), Artemis Pebdani (guardiamarina Karavitus), Gabrielle Ruiz (tenente jr Castro), James Sie (Westlake), Paul F. Tompkins (Zurkel).

## Missione incrinatura
- Titolo originale: Fissue Quest
- Diretto da: Brandon Williams
- Scritto da: Lauren McGuire

### Trama
William Boimler, clone di Brad reclutato dalla Sezione 31, è stato nominato capitano della USS Anaximander e si sta occupando delle incrinature interdimensionali che da tempo si stanno aprendo nella galassia e di recuperare i naufraghi degli altri universi che ne escono; l'equipaggio stesso della Anaximander è composto da naufraghi: T'Pol, Curzon Dax, Elim Garak e una versione olografica di Julian Bashir. Da un'ennesima incrinatura sbuca una controparte di Mariner che nel suo universo è un'ingegnera; da un'altra un Harry Kim che – incredibilmente – è diventato tenente, contrariamente agli altri numerosi Kim presenti sulla Anaximander (e al Kim "originale"), rimasti guardiamarina. Grazie alle intuizioni della Mariner ingegnera, lo scalcagnato equipaggio elabora un piano per incastrare la misteriosa nave che apre gli strappi: essa però precipita sul pianeta Khwopa, seguita dalla Anaximander, dove gli indigeni Khwopiani, pacifici nell'universo di William, sono ostili e imprigionano la ciurma. Quest'ultima trova imprigionato anche l'equipaggio della misteriosa nave, la Beagle, capitanato dalla Lily Sloane dell'universo il cui Zefram Cochrane invece della curvatura ha sviluppato un modo di esplorare il multiverso, non considerando che così facendo si aprono anche delle incrinature non volute. Chiarito l'equivoco, i due equipaggi uniscono le forze, ma il tenente Kim ruba la Beagle promettendo ai suoi "gemelli" di fare carriera nel suo universo: la nave, danneggiata, passando attraverso un'incrinatura crea una grave frattura multidimensionale, e l'unico modo per evitare la distruzione di tutti gli universi è sacrificarne uno solo. William decide di sacrificare il suo, convinto che il suo "gemello" Brad con Mariner, Tendi e Rutherford troveranno il modo per salvarlo.
- Guest star: Jolene Blalock (T'Pol), Andrew Robinson (Elim Garak), Alexander Siddig (Julian Bashir), Garrett Wang (Harry Kim), Alfre Woodard (Lily Sloane).
- Altri interpreti: Fred Tatasciore (Curzon Dax).
- L'episodio è il primo di due parti.

## La prossima nuova generazione
- Titolo originale: The New Next Generation
- Diretto da: Megan Lloyd
- Scritto da: Mike McMahan

### Trama
La Cerritos viene incaricata di risolvere la crisi dell'incrinatura quantica: è l'unica nave nelle vicinanze e inoltre il legame fra i due Boimler è fondamentale allo scopo. Il comando invia degli aggiornamenti degli scudi perché l'incrinatura è circondata da un campo probabilistico di Schrödinger che rimappa le strutture molecolari di tutto ciò che vi passa attraverso secondo altre possibilità quantiche del multiverso, ma il duranio presente sullo scafo impedisce agli scudi di funzionare correttamente: mentre l'equipaggio sarà protetto, lo scafo stesso non lo sarà. La Cerritos viene raggiunta dal cargo di Ma'ah e Malor, braccato dalla flottiglia di sparvieri della rancorosa Relga, sorella di Dorg e Bargh, entrambi uccisi da Ma'ah. Freeman offre asilo ai due fuggitivi ottenendo la reazione furibonda di Relga: nemmeno l'offerta degli aggiornamenti degli scudi placa l'ira della Klingon, che attacca la Cerritos. Con un'abile manovra al timone, Boimler si sbarazza di due sparvieri e penetra nel campo probabilistico: la nave inizia a trasformarsi in varie classi ma viene continuamente silurata dal classe K'vort di Relga che grazie ai nuovi scudi non subisce le trasformazioni quantiche; la guardiamarina “semidèa” Olly risolve il problema scagliando un fulmine contro lo sparviero e neutralizzandolo. Arrivati sull'orlo della frattura, grazie al lavoro in team di Mariner e Rutherford (che si sbarazza dell'impianto cibernetico), nonché di Tendi e T'Lyn, essa viene ricomposta con un raggio gluonico: rimane però aperta una finestra sul multiverso, a guardia della quale viene posta la Base Stellare 80, unica struttura federale, essendo vetusta e obsoleta, a non subire gli effetti tachionici della finestra. Al capitano Freeman viene dato l'incarico di supervisionare l'esplorazione del multiverso con l'ausilio del marito ammiraglio e della Anaximander di William Boimler; a Ma'ah viene affidata l'ex flottiglia di Relga; Ramson è promosso capitano della Cerritos e inizia una nuova missione quinquennale nominando Mariner e Boimler aspiranti Primi Ufficiali ad interim.
- Altri interpreti: Nicole Byer (Kassia Nox), Jon Curry (Ma'ah), Saba Homayoon (Olly), Charlotte Nicdao (Meredith), Nolan North (Livik), Roxanna Ortega (Relga), Sam Witwer (Malor).
- L'episodio è il secondo di due parti.